# 郁汝持
郁汝持（1614年—？），字子衡，直隸松江府華亭縣人，民籍，明朝、南明政治人物。

## 生平
崇禎六年（1633年）癸酉科應天鄉試第一百四十六名舉人，十六年（1643年）中式癸未科會試第二百三十五名，三甲第九名進士。禮部觀政，隆武元年（1645年）授大理寺評事，恤刑福建。

## 家族
曾祖郁梅；祖父郁允武；父郁孔時，儒士。